# Eric Nazarian
Pour les articles homonymes, voir Nazarian.
Eric Nazarian est un réalisateur et scénariste américain d'origine arménienne.
Son film The Blue Hour a été présenté pour la première fois au festival international de Saint-Sébastien en 2007 puis sélectionné par Nanni Moretti pour le  festival du film de Turin.
Eric Nazarian est né en Arménie et s'est installé aux États-Unis quand il était jeune.
Il a grandi à Los Angeles et a obtenu son diplôme de l'USC School of Cinematic Arts.
En 2008, Eric Nazarian a obtenu une récompense de l'Academy of Motion Picture Arts and Sciences (académie des arts et des sciences du cinéma).

## Filmographie
Comme réalisateur
- 2007 : The Blue Hour

Comme scénariste
- 2007 : The Blue Hour

Comme acteur
- 2010 : Father vs. Son